# تونس في بطولة العالم للألعاب المائية 2009
شاركت تونس في بطولة العالم للألعاب المائية 2009 في روما إيطاليا في الفترة من 20 يوليو إلى 4 أغسطس.

## المتوجون
| ميدالية | اسم           | رياضة     | حدث                     | تاريخ    |
| ------- | ------------- | --------- | ----------------------- | -------- |
| ذهبية   | أسامة الملولي | سباحة حرة | 1500 متر سباحة حرة رجال | 2 أغسطس  |
| فضية    | أسامة الملولي | سباحة حرة | 400 متر سباحة حرة رجال  | 26 يوليو |
| فضية    | أسامة الملولي | سباحة حرة | 800 متر سباحة حرة رجال  | 29 يوليو |